# HKT48九州7县巡演～和可爱的孩子们一起旅行～
HKT48九州7县巡演～和可爱的孩子们一起旅行～（日語：HKT48九州7県ツアー～可愛い子には旅をさせよ～）是HKT48於2014年1月11日 - 3月21日在九州地区舉辦的巡回演唱會。

## 概要
举办巡演的消息是在2013年11月26日举办的HKT48的2周年纪念公演上发布的。巡演将在九州地区7个县举行，这也是HKT48首次进行巡回演出。除了即将在2月23日毕业的安陪恭加之外，巡演开始时点的其他47名组合成员都基本全程参加此次巡回演出，自鹿儿岛县场的演出开始，由“AKB48选秀大会”甄选加入HKT48的山本茉央也开始随队演出。
HKT48还与JR九州合作，推出了演唱会相关的合作企划。

## 大分县

### 演出概要
- 举办时间与地点：1月11日，大分县iichiko剧场（日语：大分県立総合文化センター#グランシアタ）
- 开场/开演时间：
  - 昼公演：11:00/12:00
  - 夜公演：16:00/17:00
- 演唱会的第1首歌曲是早安少女组。的《The☆Pea～ce!》（ザ☆ピ〜ス!）[參⁠ 6]，将这首歌编入歌单是深為早安少女组歌迷的指原莉乃主動提议[參⁠ 7]，这是AKB48家族正规演唱会上首次出现早安家族的歌曲[註⁠ 1]。大分市市长釘宮磐（日语：釘宮磐）也有出席演唱会现场[參⁠ 8]。在演出的最后，大分县的吉祥物也登场与观众互动。在夜公演的安可部分，兼任组合剧场经理的组合成员指原莉乃发表了将实行被称为「轉班」（クラス替え）的队伍重组的消息[參⁠ 9]。Team H原有成員將被打散，連同升格的17位研究生，将被分配到Team H及新成立的Team KIV。穴井千尋繼續担任新Team H隊長，而新Team KIV隊長則為多田愛佳。[註⁠ 2]

### 曲目

#### 昼公演
- 幕前播报：指原莉乃

1. 《overture(HKT48 ver.) 》
2. 《The☆Pea～ce!》（ザ☆ピ〜ス!） - 甜瓜汁选拔成员
3. 《水手梦见了风暴》（水夫は嵐に夢を見る） - 全员
4. 《初恋蝴蝶》（初恋バタフライ） - Team H
5. 《眨眼3次》（ウインクは3回） - 歌曲选拔成员
6. 《RUN RUN RUN》 - 研究生
7. 《HKT48》 - 全员
8. 《就是喜欢你》（それでも好きだよ） - 指原莉乃
9. 《破浪刨冰》（波乗りかき氷） - 兒玉遥、村重杏奈、植木南央、上野遥
10. 《而且不叫酪梨啦…》（アボガドじゃね〜し…） - 田島芽瑠、朝长美樱
11. 《喇叭练习中》（ラッパ練習中） - 宫胁咲良 + 荒巻美咲、田中美久、矢吹奈子
12. 《FIRST LOVE》 - 渕上舞
13. 《关于你》（君について） - 松冈菜摘、多田愛佳、今田美奈、栗原纱英、森保圆（森保まどか、同时演奏钢琴）
14. 《雄蕊雌蕊夜之蝶》（おしべとめしべと夜の蝶々） - 指原莉乃（护士装）、本村碧唯（睡衣）
15. 《曾不屑一顾的爱情》（軽蔑していた愛情） - 研究生[註⁠ 3]
16. 《卖眼泪的少女》（涙売りの少女） - Team H
17. 《真假摇滚》（マジすかロックンロール） - 多田、指原 + 明太子军（めんたいこ軍，村重、若田部遥、伊藤来笑、今田、宇井真白、梅本泉、深川舞子） + Team 寿喜烧（チームすき焼き，中西智代梨、植木、下野由贵、上野、岡田栞奈、草场爱）
18. 《Show fight！》 - 同上
19. 《HA!》 - 同上
20. 《想到了什么》（そこで何を考えるか） - 1期生
21. 《脑内天堂》（脳内パラダイス） - 研究生16人[註⁠ 4]
22. 《不能与你相拥》（抱きしめちゃいけない） - 甜瓜汁选拔成员
23. 《因为喜欢你 博多方言 ver.》（君のことが好きやけん） - Team H
24. 《喜欢！喜欢！小跳步！》（スキ!スキ!スキップ!） - 全员
25. AKB48集團歌曲組曲（AKBグループメドレー） - 全员
《坚强之勇者》（強き者よ）
《北川谦二》（北川謙二）
《大声钻石》（大声ダイヤモンド）
《赞成卡哇伊！》（賛成カワイイ！）
《Baby! Baby! Baby!》
《女生规则》（ガールズルール）
《Virginity》（ヴァージニティー）
《你就是希望》[註⁠ 5]
《馬尾與髮圈》[註⁠ 6]
《啾一个！》（チューしようぜ！）
《绝灭黑发少女》（絶滅黒髪少女）
26. 《未来的门》（未来の扉） - 全员

安可曲
1. 《摇滚吧、人生就是…》（ロックだよ、人生は･･･） - 甜瓜汁选拔成员
2. 《求求你华伦亭》（お願いヴァレンティヌ） - Team H + 部分研究生[註⁠ 7]
3. 《戀愛的幸運餅乾》（恋するフォーチュンクッキー） - 全员
4. 《甜瓜汁》（メロンジュース） - 全员

- 幕后播报：朝長美樱

#### 夜公演
- 幕前播报：田岛芽琉

1. 《overture(HKT48 ver.) 》
2. 《The☆Pea～ce!》 - 甜瓜汁选拔成员
3. 《水手梦见了风暴》 - 全员
4. 《初恋蝴蝶》 - Team H
5. 《眨眼3次》 - 歌曲选拔成员
6. 《RUN RUN RUN》 - 研究生
7. 《HKT48》 - 全员
8. 《就是喜欢你》 - 指原莉乃
9. 《Pedicure day》（ペディキュアday） - 谷真理佳、松冈、田岛
10. 《制服的班比》（制服のバンビ） - 儿玉、矢吹、田中美
11. 《情人节之吻》（バレンタイン・キッス） - 朝長、多田、本村、坂口理子、草場、宇井、梅本
12. 《叹息的人偶》（嘆きのフィギュア） - 森保、驹田京伽、宮脇、井上由莉耶
13. 《FIRST LOVE》 - 秋吉优花
14. 《小木偶军团》（ピノキオ軍） - 指原、荒巻、栗原、坂本爱玲菜、筒井莉子、外薗叶月、山内祐奈、山下艾米丽（山下エミリー）
15. 《曾不屑一顾的爱情》 - 研究生16人[註⁠ 3]
16. 《卖眼泪的少女》 - Team H
17. 《真假摇滚》 - 多田、指原 + 明太子军（村重、若田部、伊藤、今田、宇井、梅本、深川） + Team 寿喜烧（中西、植木、下野、上野、岡田、草场）
18. 《Show fight！》 - 同上
19. 《HA!》 - 同上
20. 《手牵手》（手をつなぎながら） - 1期生
21. 《2人乘坐的自行车》（2人乗りの自転車） - 研究生[註⁠ 8]
22. 《不能与你相拥》 - 甜瓜汁选拔成员
23. 《因为喜欢你 博多方言 ver.》 - Team H
24. 《喜欢！喜欢！小跳步！》 - 全员
25. AKB48组合歌曲串烧 - 全员
《坚强之勇者》
《北川谦二》
《大声钻石》
《赞成卡哇伊！》
《Baby! Baby! Baby!》
《女生规则》
《Virginity》
《你就是希望》[註⁠ 5]
《馬尾與髮圈》[註⁠ 6]
《啾一个！》
《绝灭黑发少女》
26. 《未来的门》 - 全员

安可曲
1. 《摇滚吧、人生就是...》 - 甜瓜汁选拔成员16人
2. 《求求你华伦亭》 - Team H + 部分研究生[註⁠ 7]
3. 《戀愛的幸運餅乾》 - 全员
4. 《搬家了》（引っ越しました） - 全员
5. 《甜瓜汁》 - 全员

- 幕后播报：宮脇咲良

## 宮崎县

### 演出概要
- 举办时间与地点：1月12日，宮崎县宮崎市民文化会馆（日语：宮崎市民文化ホール）
- 开场/开演时间：14:00/15:00
- 在HKT48中，只有二期研究生驹田京伽、冨吉明日香是宫崎县出身，因此，在演出中也特别加入了两人单独表演的unit歌曲[參⁠ 11]。在前日公演中发表的“转班”之中被任命为Team KIV队长的多田爱佳在MC中还表示自己收到了好友渡边麻友祝贺的短信：“爱酱也成为队长了呢”（愛ちゃんがキャプテンになる時代になったんだね）[參⁠ 12]。在公演当中，宫崎县的地元吉祥物“宫崎犬（日语：みやざき犬）”也有参与演出[參⁠ 11]。

### 曲目
- 幕前播报：兒玉遥

1. 《overture(HKT48 ver.) 》
2. 《The☆Pea～ce!》 - 甜瓜汁选拔成员
3. 《水手梦见了风暴》 - 全员
4. 《初恋蝴蝶》 - Team H
5. 《眨眼3次》 - 歌曲选拔成员
6. 《RUN RUN RUN》 - 研究生
7. 《HKT48》 - 全员
8. 《隔壁的香蕉》（となりのバナナ） - 驹田、冨吉明日香
9. 《破浪刨冰》 - 兒玉、村重、若田部、梅本
10. 《而且不叫酪梨啦...》 - 田岛、朝长
11. 《喇叭练习中》 - 宫脇 + 坂本、田中美、矢吹
12. 《FIRST LOVE》 - 冈本尚子
13. 《关于你》 - 松冈、多田、下野、植木、森保（同时演奏钢琴）
14. 《雄蕊雌蕊夜之蝶》 - 指原（女警）、本村（幼童）
15. 《曾不屑一顾的爱情》 - 研究生16人[註⁠ 3]
16. 《卖眼泪的少女》 - Team H
17. 《真假摇滚》 - 多田、指原 + 明太子军（村重、若田部、伊藤、今田、宇井、梅本、深川） + Team 寿喜烧（中西、植木、下野由、上野、岡田、草场）+ 肉串一家（モツ串一家，松岡菜、駒田、坂口、後藤泉、冨吉）
18. 《Show fight！》 - 同上
19. 《HA!》 - 同上
20. 《想到了什么》 - 1期生
21. 《脑内天堂》 - 研究生[註⁠ 4]
22. 《不能与你相拥》 - 甜瓜汁选拔成员
23. 《因为喜欢你 博多方言 ver.》 - Team H
24. 《喜欢！喜欢！小跳步！》 - 全员
25. AKB48组合歌曲串烧 - 全员
《坚强之勇者》
《北川谦二》
《大声钻石》
《赞成卡哇伊！》
《Baby! Baby! Baby!》
《女生规则》
《Virginity》
《你就是希望》[註⁠ 5]
《馬尾與髮圈》[註⁠ 6]
《啾一个！》
《绝灭黑发少女》
26. 《未来的门》 - 全员

安可曲
1. 《摇滚吧、人生就是...》 - 甜瓜汁选拔成员16人
2. 《求求你华伦亭》 - Team H + 部分研究生[註⁠ 7]
3. 《戀愛的幸運餅乾》 - 全员
4. 《甜瓜汁》 - 全员

- 幕后播报：宮脇咲良

## 熊本县

### 演出概要
- 举办时间与地点：1月13日，熊本县熊本县立劇場（日语：熊本県立劇場）
- 开场/开演时间：17:30/18:30
- 在HKT48中，只有三期研究生田中美久是熊本县出身，因此，在演出中也特别加入了田中表演的独唱歌曲[參⁠ 13]。

### 曲目
- 幕前播报：多田愛佳

1. 《overture(HKT48 ver.) 》
2. 《The☆Pea～ce!》 - 甜瓜汁选拔成员
3. 《水手梦见了风暴》 - 全员
4. 《初恋蝴蝶》 - Team H
5. 《眨眼3次》 - 歌曲选拔成员
6. 《RUN RUN RUN》 - 研究生
7. 《HKT48》 - 全员
8. 《怦然心動》（シンクロときめき） - 田中美
9. 《Pedicure day》 - 村重、松冈、田岛
10. 《制服的班比》 - 儿玉、矢吹、田中美
11. 《情人节之吻》 - 朝長、多田、本村、中西、岩花诗乃、後藤、深川
12. 《叹息的人偶》 - 森保、宮脇、若田部、山田麻莉奈
13. 《FIRST LOVE》 - 熊泽世莉奈
14. 《小木偶军团》 - 指原、荒巻、栗原、坂本、筒井、外薗、山内、山下
15. 《曾不屑一顾的爱情》 - 研究生16人[註⁠ 3]
16. 《卖眼泪的少女》 - Team H
17. 《真假摇滚》 - 多田、指原 + 明太子军（村重、若田部、伊藤、今田、宇井、梅本、深川） + Team 寿喜烧（中西、植木、下野由、上野、岡田、草场） + 肉串一家（松岡菜、駒田、坂口、後藤、冨吉)  + 学生会三姐妹（生徒会三姉妹，穴井千寻、冈本尚子、渕上）
18. 《Show fight！》 - 同上
19. 《HA!》 - 同上
20. 《手牵手》 - 1期生
21. 《2人乘坐的自行车》 - 研究生[註⁠ 8]
22. 《不能与你相拥》 - 甜瓜汁选拔成员
23. 《因为喜欢你 博多方言 ver.》 - Team H
24. 《喜欢！喜欢！小跳步！》 - 全员
25. AKB48组合歌曲串烧 - 全员
《坚强之勇者》
《北川谦二》
《大声钻石》
《赞成卡哇伊！》
《Baby! Baby! Baby!》
《女生规则》
《Virginity》
《你就是希望》[註⁠ 5]
《馬尾與髮圈》[註⁠ 6]
《啾一个！》
《绝灭黑发少女》
26. 《想见你》（会いたかった） - 全员

安可曲
1. 《摇滚吧、人生就是...》 - 甜瓜汁选拔成员16人
2. 《求求你华伦亭》 - Team H + 部分研究生[註⁠ 7]
3. 《戀愛的幸運餅乾》 - 全员
4. 《甜瓜汁》 - 全员

- 幕后播报：兒玉遥

## 鹿儿岛县

### 演出概要
- 举办时间与地点：1月19日，鹿儿岛县鹿儿島市民文化馆（日语：鹿児島市民文化ホール）
- 开场/开演时间：
  - 昼公演：11:00/12:00
  - 夜公演：16:00/17:00
- 在HKT48成员中，只有宫脇咲良是鹿儿岛县出身，因此在鹿儿岛县的两场演出中，宫脇都演唱了由NMB48第四张单曲《海岸邊最可愛的女孩！》（ナギイチ）中收录的渡边美优纪的独唱曲目《Waruki》（わるきー）改编的《Miyawaki》（みやわきー）[參⁠ 3]，而在这次演出中，由HKT48 Team H在选秀会议上选中的选秀生山本茉央也首次作为HKT48成员的成分亮相，并演唱了歌曲《沙滩的樱桃》（渚のCHERRY）[參⁠ 3][參⁠ 14]，她也成为20名选秀生中最先作为组合成员亮相的第一人[參⁠ 15]。另外，在夜公演的安可部分，由指原莉乃支配人发表了组合将要发行第3张单曲的消息[參⁠ 16]。

### 曲目

#### 昼公演
- 幕前播报：宮脇咲良

1. 《overture(HKT48 ver.) 》
2. 《The☆Pea～ce!》 - 甜瓜汁选拔成员
3. 《水手梦见了风暴》 - 全员
4. 《初恋蝴蝶》 - Team H
5. 《眨眼3次》 - 歌曲选拔成员
6. 《RUN RUN RUN》 - 研究生
7. 《HKT48》 - 全员
8. 《Miyawakii》（みやわきー） - 宫脇（伴舞为秋吉、宇井、上野、梅本四人）
9. 《破浪刨冰》 - 兒玉、村重、岡田、中西
10. 《而且不叫酪梨啦...》 - 田岛、朝长
11. 《喇叭练习中》 - 宫胁 + 外薗、田中美、矢吹
12. 《FIRST LOVE》 - 山田
13. 《关于你》 - 松冈、多田、坂口、駒田、森保（同时演奏钢琴）
14. 《雄蕊雌蕊夜之蝶》 - 指原（红旗袍）、本村（绿旗袍）
15. 《沙滩的樱桃》（渚のCHERRY） - 山本茉央、兒玉、田島、朝長
16. 《曾不屑一顾的爱情》 - 研究生16人[註⁠ 3]
17. 《卖眼泪的少女》 - Team H
18. 《真假摇滚》 - 多田、指原 + 明太子军（村重、若田部、伊藤、今田、宇井、梅本、深川） + Team 寿喜烧（中西、植木、下野由、上野、岡田、草场）+ 肉串一家（松岡菜、駒田、坂口、後藤、冨吉) + 学生会三姐妹（穴井、冈本、渕上） + 洛丽塔联盟（ロリータ連合，宮脇、本村、岩花、田中優香、山田）
19. 《Show fight！》 - 同上
20. 《HA!》 - 同上
21. 《想到了什么》 - 1期生
22. 《脑内天堂》 - 研究生[註⁠ 4]
23. 《不能与你相拥》 - 甜瓜汁选拔成员
24. 《因为喜欢你 博多方言 ver.》 - Team H
25. 《喜欢！喜欢！小跳步！》 - 全员
26. AKB48组合歌曲串烧 - 全员
《坚强之勇者》
《北川谦二》
《大声钻石》
《赞成卡哇伊！》
《Baby! Baby! Baby!》
《女生规则》
《Virginity》
《你就是希望》[註⁠ 5]
《馬尾與髮圈》[註⁠ 6]
《啾一个！》
《绝灭黑发少女》
27. 《想见你》 - 全员
28. 《未来的门》 - 全员

安可曲
1. 《摇滚吧、人生就是...》 - 甜瓜汁选拔成员16人
2. 《求求你华伦亭》 - Team H + 部分研究生[註⁠ 7]
3. 《戀愛的幸運餅乾》 - 全员
4. 《甜瓜汁》 - 全员

- 幕后播报：田島芽瑠

#### 夜公演
- 幕前播报：朝長美樱

1. 《overture(HKT48 ver.) 》
2. 《The☆Pea～ce!》 - 甜瓜汁选拔成员
3. 《水手梦见了风暴》 - 全员
4. 《初恋蝴蝶》 - Team H
5. 《眨眼3次》 - 歌曲选拔成员
6. 《RUN RUN RUN》 - 研究生
7. 《HKT48》 - 全员
8. 《Miyawakii》 - 宫脇（伴舞为秋吉、宇井、上野、梅本四人）
9. 《Pedicure day》 - 田岛、松冈、穴井
10. 《制服的班比》 - 儿玉、矢吹、田中美
11. 《情人节之吻》 - 朝長、多田、本村、田中菜津美、渕上、岡本、秋吉
12. 《叹息的人偶》 - 森保、宮脇、冨吉、岡田
13. 《FIRST LOVE》 - 中西智
14. 《小木偶军团》 - 指原、荒巻、栗原、坂本、筒井、外薗、山内、山下
15. 《沙滩的樱桃》 - 山本、兒玉、田島、朝長
16. 《曾不屑一顾的爱情》 - 研究生16人[註⁠ 3]
17. 《卖眼泪的少女》 - Team H
18. 《真假摇滚》 - 多田、指原 + 明太子军（村重、若田部、伊藤、今田、宇井、梅本、深川） + Team 寿喜烧（中西、植木、下野由、上野、岡田、草场） + 肉串一家（松岡菜、駒田、坂口、後藤、冨吉)  + 学生会三姐妹（穴井、冈本、渕上） + 洛丽塔联盟（宮脇、本村、岩花、田中優、山田）
19. 《Show fight！》 - 同上
20. 《HA!》 - 同上
21. 《手牵手》 - 1期生
22. 《2人乘坐的自行车》 - 研究生[註⁠ 8]
23. 《不能与你相拥》 - 甜瓜汁选拔成员
24. 《因为喜欢你 博多方言 ver.》 - Team H
25. 《喜欢！喜欢！小跳步！》 - 全员
26. AKB48组合歌曲串烧 - 全员
《坚强之勇者》
《北川谦二》
《大声钻石》
《赞成卡哇伊！》
《Baby! Baby! Baby!》
《女生规则》
《Virginity》
《你就是希望》[註⁠ 5]
《馬尾與髮圈》[註⁠ 6]
《啾一个！》
《绝灭黑发少女》
27. 《想见你》 - 全员

安可曲
1. 《摇滚吧、人生就是...》 - 甜瓜汁选拔成员16人
2. 《求求你华伦亭》 - Team H + 部分研究生[註⁠ 7]
3. 《戀愛的幸運餅乾》 - 全员
4. 《甜瓜汁》 - 全员

- 幕后播报：宮脇咲良

## 佐賀县

### 演出概要
- 举办时间与地点：2月1日，佐賀县佐賀市民会館
- 开场/开演时间：
  - 昼公演：11:00/12:00
  - 夜公演：16:00/17:00
- 在HKT48成员中，只有筒井莉子是佐賀县出身，因此在佐賀县的两场演出中，筒井都演唱了渡边麻友的第二张个人单曲《大人彩色糖》（大人ジェリービーンズ）[參⁠ 17][參⁠ 18]。

### 曲目

#### 昼公演
- 幕前播报：兒玉遥

1. 《overture(HKT48 ver.) 》
2. 《The☆Pea～ce!》 - 甜瓜汁选拔成员
3. 《水手梦见了风暴》 - 全员
4. 《初恋蝴蝶》 - Team H
5. 《眨眼3次》 - 歌曲选拔成员
6. 《RUN RUN RUN》 - 研究生
7. 《HKT48》 - 全员
8. 《大人彩色糖》（大人ジェリービーンズ） - 筒井（伴舞为山内、山下、栗原、荒巻、坂本、外薗六人）
9. 《破浪刨冰》 - 兒玉、田中菜、田中優、山本
10. 《而且不叫酪梨啦...》 - 田岛、朝长
11. 《喇叭练习中》 - 宫胁 + 山内、田中美、矢吹
12. 《FIRST LOVE》 - 谷
13. 《关于你》 - 松冈、多田、穴井、後藤、森保（同时演奏钢琴）
14. 《雄蕊雌蕊夜之蝶》 - 指原（黑芭蕾舞裙）、本村（白芭蕾舞裙）
15. 《曾不屑一顾的爱情》 - 研究生16人[註⁠ 3]
16. 《卖眼泪的少女》 - Team H
17. 《真假摇滚》 - 多田、指原 + 明太子军（村重、若田部、伊藤、今田、宇井、梅本、深川） + Team 寿喜烧（中西、植木、下野由、上野、岡田、草场）+ 肉串一家（松岡菜、駒田、坂口、後藤、冨吉) + 学生会三姐妹（穴井、冈本、渕上） + 洛丽塔联盟（宮脇、本村、岩花、田中優、山田）  + Team 费洛蒙（チームフェロモン，森保、谷、栗原、井上、神志那结衣）
18. 《Show fight！》 - 同上
19. 《HA!》 - 同上
20. 《想到了什么》 - 1期生
21. 《脑内天堂》 - 研究生[註⁠ 4]
22. 《不能与你相拥》 - 甜瓜汁选拔成员
23. 《因为喜欢你 博多方言 ver.》 - Team H
24. 《喜欢！喜欢！小跳步！》 - 全员
25. AKB48组合歌曲串烧 - 全员
《坚强之勇者》
《北川谦二》
《大声钻石》
《赞成卡哇伊！》
《Baby! Baby! Baby!》
《女生规则》
《Virginity》
《你就是希望》[註⁠ 5]
《馬尾與髮圈》[註⁠ 6]
《啾一个！》
《绝灭黑发少女》
26. 《想见你》 - 全员
27. 《未来的门》 - 全员

安可曲
1. 《摇滚吧、人生就是...》 - 甜瓜汁选拔成员16人
2. 《求求你华伦亭》 - Team H + 部分研究生[註⁠ 7]
3. 《戀愛的幸運餅乾》 - 全员
4. 《甜瓜汁》 - 全员

- 幕后播报：宮脇咲良

#### 夜公演
- 幕前播报：田島芽瑠

1. 《overture(HKT48 ver.) 》
2. 《The☆Pea～ce!》 - 甜瓜汁选拔成员
3. 《水手梦见了风暴》 - 全员
4. 《初恋蝴蝶》 - Team H
5. 《眨眼3次》 - 歌曲选拔成员
6. 《RUN RUN RUN》 - 研究生
7. 《HKT48》 - 全员
8. 《大人彩色糖》 - 筒井（伴舞为山内、山下、栗原、荒巻、坂本、外薗六人）
9. 《Pedicure day》 - 田岛、松冈、熊泽
10. 《制服的班比》 - 儿玉、矢吹、田中美
11. 《情人节之吻》 - 朝長、多田、田中優、伊藤、山田、山本、若田部
12. 《叹息的人偶》 - 森保、宮脇、穴井、神志那
13. 《FIRST LOVE》 - 村重
14. 《小木偶军团》 - 指原、荒巻、栗原、坂本、筒井、外薗、山内、山下
15. 《曾不屑一顾的爱情》 - 研究生16人[註⁠ 3]
16. 《卖眼泪的少女》 - Team H
17. 《真假摇滚》 - 多田、指原 + 明太子军（村重、若田部、伊藤、今田、宇井、梅本、深川） + Team 寿喜烧（中西、植木、下野由、上野、岡田、草场） + 肉串一家（松岡菜、駒田、坂口、後藤、冨吉)  + 学生会三姐妹（穴井、冈本、渕上） + 洛丽塔联盟（宮脇、本村、岩花、田中優、山田） Team 费洛蒙（森保、谷、栗原、井上、神志那）
18. 《Show fight！》 - 同上
19. 《HA!》 - 同上
20. 《手牵手》 - 1期生
21. 《2人乘坐的自行车》 - 研究生[註⁠ 8]
22. 《不能与你相拥》 - 甜瓜汁选拔成员
23. 《因为喜欢你 博多方言 ver.》 - Team H
24. 《喜欢！喜欢！小跳步！》 - 全员
25. AKB48组合歌曲串烧 - 全员
《坚强之勇者》
《北川谦二》
《大声钻石》
《赞成卡哇伊！》
《Baby! Baby! Baby!》
《女生规则》
《Virginity》
《你就是希望》[註⁠ 5]
《馬尾與髮圈》[註⁠ 6]
《啾一个！》
《绝灭黑发少女》
26. 《想见你》 - 全员

安可曲
1. 《摇滚吧、人生就是...》 - 甜瓜汁选拔成员16人
2. 《求求你华伦亭》 - Team H + 部分研究生[註⁠ 7]
3. 《戀愛的幸運餅乾》 - 全员
4. 《甜瓜汁》 - 全员

- 幕后播报：朝長美樱

## 長崎县

### 演出概要
- 举办时间与地点：2月8日，長崎县长崎砖瓦会馆（日语：長崎ブリックホール）
- 开场/开演时间：
  - 昼公演：11:00/12:05
  - 夜公演：16:00/17:00
- 由于身体状况的原因，原定出演当日两场演出的外薗葉月[參⁠ 19]与後藤泉[參⁠ 20]两位成员没能参加演出。
- 在HKT48成员中，只有森保圆（森保まどか）是長崎县出身，因此在佐賀县的两场演出中，森保都翻唱了柏木由纪的代表曲目《夜风的恶作剧》（夜風の仕業）[參⁠ 21][參⁠ 22]。在昼公演的安可部分，指原莉乃作为支配人[參⁠ 23]发表了组合第三张单曲的名字为《櫻花，大家一起來品嚐》（桜、みんなで食べた）[參⁠ 24]，同时她也公布了单曲A面曲的选拔成员名单[註⁠ 9]，新单曲的中心位置（Center）仍然由田岛芽瑠与朝长美樱担任[參⁠ 25]，新加入的两名仍就读于小学六年级的三期研究生矢吹奈子与田中美久首次进入选拔[參⁠ 26]，而上张单曲中掉出选拔的中西智代梨在最末一个宣布为选拔成员，这令她喜极而泣[參⁠ 22]。在夜公演的安可部分，指原支配人又发表了组合将首次登上朝日电视台著名音乐节目《Music Station》，使得之前毫不知情的其他成员大声欢呼[參⁠ 27]。

### 曲目

#### 昼公演
- 幕前播报：兒玉遥

1. 《overture(HKT48 ver.) 》
2. 《The☆Pea～ce!》 - 甜瓜汁选拔成员
3. 《水手梦见了风暴》 - 全员
4. 《初恋蝴蝶》 - Team H
5. 《眨眼3次》 - 歌曲选拔成员
6. 《RUN RUN RUN》 - 研究生
7. 《HKT48》 - 全员
8. 《夜风的恶作剧》（夜風の仕業） - 森保
9. 《破浪刨冰》 - 兒玉、熊沢、下野、山本
10. 《而且不叫酪梨啦...》 - 田岛、朝长
11. 《喇叭练习中》 - 宫胁 + 山下、田中美、矢吹
12. 《FIRST LOVE》 - 穴井
13. 《关于你》 - 松冈、多田、中西智、谷、森保（同时演奏钢琴）
14. 《雄蕊雌蕊夜之蝶》 - 指原（黑猫）、本村（白猫）
15. 《曾不屑一顾的爱情》 - 研究生16人[註⁠ 3]
16. 《卖眼泪的少女》 - Team H
17. 《真假摇滚》 - 多田、指原 + 明太子军（村重、若田部、伊藤、今田、宇井、梅本、深川） + Team 寿喜烧（中西、植木、下野由、上野、岡田、草场）+ 肉串一家（松岡菜、駒田、坂口、後藤、冨吉) + 学生会三姐妹（穴井、冈本、渕上） + 洛丽塔联盟（宮脇、本村、岩花、田中優、山田）  + Team 费洛蒙（チームフェロモン，森保、谷、栗原、井上、神志那）  + 滑舌教（めろっぴ教，兒玉、荒巻、坂本、筒井、外薗、山内、山下）
18. 《Show fight！》 - 同上
19. 《HA!》 - 同上
20. 《想到了什么》 - 1期生
21. 《脑内天堂》 - 研究生[註⁠ 4]
22. 《不能与你相拥》 - 甜瓜汁选拔成员
23. 《因为喜欢你 博多方言 ver.》 - Team H
24. 《喜欢！喜欢！小跳步！》 - 全员
25. AKB48组合歌曲串烧 - 全员
《坚强之勇者》
《北川谦二》
《大声钻石》
《赞成卡哇伊！》
《Baby! Baby! Baby!》
《女生规则》
《Virginity》
《你就是希望》[註⁠ 5]
《馬尾與髮圈》[註⁠ 6]
《啾一个！》
《绝灭黑发少女》
26. 《想见你》 - 全员
27. 《未来的门》 - 全员

安可曲
1. 《櫻花，大家一起來品嚐》（桜、みんなで食べた） - 选拔成员16人
2. 《摇滚吧、人生就是...》 - 同上
3. 《求求你华伦亭》 - Team H + 部分研究生[註⁠ 10]
4. 《戀愛的幸運餅乾》 - 全员
5. 《甜瓜汁》 - 全员

- 幕后播报：多田愛佳

#### 夜公演
- 幕前播报：森保圆

1. 《overture(HKT48 ver.) 》
2. 《The☆Pea～ce!》 - 甜瓜汁选拔成员
3. 《水手梦见了风暴》 - 全员
4. 《初恋蝴蝶》 - Team H
5. 《眨眼3次》 - 歌曲选拔成员
6. 《RUN RUN RUN》 - 研究生
7. 《HKT48》 - 全员
8. 《夜风的恶作剧》 - 森保
9. 《Pedicure day》 - 田岛、松冈、渕上
10. 《制服的班比》 - 儿玉、矢吹、田中美
11. 《情人节之吻》 - 朝長、多田、植木、下野、今田、上野、山本茉
12. 《叹息的人偶》 - 森保、宮脇、熊沢、村重
13. 《FIRST LOVE》 - 神志那
14. 《小木偶军团》 - 指原、荒巻、栗原、坂本、筒井、山内、山下
15. 《曾不屑一顾的爱情》 - 研究生16人[註⁠ 3]
16. 《卖眼泪的少女》 - Team H
17. 《真假摇滚》 - 多田、指原 + 明太子军（村重、若田部、伊藤、今田、宇井、梅本、深川） + Team 寿喜烧（中西、植木、下野由、上野、岡田、草场） + 肉串一家（松岡菜、駒田、坂口、後藤、冨吉)  + 学生会三姐妹（穴井、冈本、渕上） + 洛丽塔联盟（宮脇、本村、岩花、田中優、山田） Team 费洛蒙（森保、谷、栗原、井上、神志那） + 滑舌教（兒玉、荒巻、坂本、筒井、外薗、山内、山下）
18. 《Show fight！》 - 同上
19. 《HA!》 - 同上
20. 《手牵手》 - 1期生
21. 《2人乘坐的自行车》 - 研究生[註⁠ 8]
22. 《不能与你相拥》 - 甜瓜汁选拔成员
23. 《因为喜欢你 博多方言 ver.》 - Team H
24. 《喜欢！喜欢！小跳步！》 - 全员
25. AKB48组合歌曲串烧 - 全员
《坚强之勇者》
《北川谦二》
《大声钻石》
《赞成卡哇伊！》
《Baby! Baby! Baby!》
《女生规则》
《Virginity》
《你就是希望》[註⁠ 5]
《馬尾與髮圈》[註⁠ 6]
《啾一个！》
《绝灭黑发少女》
26. 《想见你》 - 全员

安可曲
1. 《櫻花，大家一起來品嚐》 - 选拔成员16人
2. 《摇滚吧、人生就是...》 - 同上
3. 《求求你华伦亭》 - Team H + 部分研究生[註⁠ 10]
4. 《戀愛的幸運餅乾》 - 全员
5. 《甜瓜汁》 - 全员

- 幕后播报：田島芽瑠

## 福冈县

### 演出概要
- 举办时间与地点：3月21日，福冈县福冈太阳宫（福冈サンパレス ホテル&ホール）
- 开场/开演时间：
  - 昼公演：11:00/12:05
  - 夜公演：16:00/17:00
- 由于当日的演出是本轮巡演的最后一场，因此相比之前几场演出，歌单发生了较大的变化，原本的成员小组曲部分大多被昭和时代的偶像歌曲取代，从而构成了以“HKT48 The Best 5”为题目的怀旧歌曲联唱环节[參⁠ 28]，在之前举行的“AKB48大组阁祭”中被调往其他姐妹组合的中西智代梨与谷真理佳两人参加演唱《毕业合影（日语：卒業写真 (荒井由実の曲)）》（原唱为松任谷由实）时几度流泪[參⁠ 29]，而在指原莉乃演唱《就算我變成了歐巴桑》（私がオバさんになっても，原唱为森高千里）时会场的屏幕上则出现了她幼时的照片，引起会场的哄笑。在昼公演中，由剧场经理指原莉乃[參⁠ 28]发表了组合将在五月下旬起于西日本电视台（テレビ西日本）的周六中午这一时间档开设新冠名节目《HKT48的炸牛蒡》（HKT48のごぼてん!）的消息[參⁠ 30]。而在夜公演安可之后则发表了组合将在全国进行以“和可爱的孩子们继续旅行”（可愛い子にはもっと旅をさせろ）为题的巡回演出[參⁠ 31][註⁠ 11]。之后在大组阁祭上被任命为AKB48集團總經理的茅野忍（茅野しのぶ）出场宣布了最后四名2期研究生升格[註⁠ 12]的消息，这也是她就任总支配人之后的第一项工作[參⁠ 33]。

### 曲目

#### 昼公演
- 幕前播报：朝长美樱

1. 《overture(HKT48 ver.) 》
2. 《The☆Pea～ce!》 - 甜瓜汁选拔成员
3. 《水手梦见了风暴》 - 全员
4. 《初恋蝴蝶》 - Team H
5. 《眨眼3次》 - 歌曲选拔成员
6. 《RUN RUN RUN》 - 研究生
7. 《HKT48》 - 全员
8. 《冬天的歌劇望遠鏡（日语：冬のオペラグラス）》（原唱为新田惠利） - 朝長、村重、本村
9. 《UFO》（原唱为Pink Lady） - 松岡、宮脇
10. 《毕业合影（日语：卒業写真 (荒井由実の曲)）》（原唱为松任谷由实） - 多田、谷、中西智、神志那、森保（同时演奏钢琴）
11. 《夏日颜色的南希（日语：夏色のナンシー）》（原唱为早见优） - 田島、穴井、田中美、矢吹、兒玉
12. 《初夏的经验（日语：ひと夏の経験）》（原唱为山口百惠） - 指原
13. 《再见》（じゃあね，原唱为小猫俱乐部） - 全员
14. 《曾不屑一顾的爱情》 - 研究生16人[註⁠ 3]
15. 《卖眼泪的少女》 - Team H
16. 《真假摇滚》 - 多田、指原 + 明太子军（村重、若田部、伊藤、今田、宇井、梅本、深川） + Team 寿喜烧（中西、植木、下野由、上野、岡田、草场）+ 肉串一家（松岡菜、駒田、坂口、後藤、冨吉) + 学生会三姐妹（穴井、冈本、渕上） + 洛丽塔联盟（宮脇、本村、岩花、田中優、山田）  + Team 费洛蒙（チームフェロモン，森保、谷、栗原、井上、神志那）  + 滑舌教（兒玉、荒巻、坂本、筒井、外薗、山内、山下）  + 背后支持队（うしろ指推され隊，朝長、田島、矢吹、田中美）
17. 《Show fight！》 - 同上
18. 《HA!》 - 同上
19. 《你怎么了？》（君はどうして？） - 选拔成员
20. 《脑内天堂》 - 研究生[註⁠ 4]
21. 《不能与你相拥》 - 甜瓜汁选拔成员
22. 《因为喜欢你 博多方言 ver.》 - Team H
23. 《喜欢！喜欢！小跳步！》 - 全员
24. AKB48组合歌曲串烧 - 全员
《坚强之勇者》
《北川谦二》
《大声钻石》
《赞成卡哇伊！》
《Baby! Baby! Baby!》
《女生规则》
《Virginity》
《你就是希望》[註⁠ 5]
《馬尾與髮圈》[註⁠ 6]
《啾一个！》
《绝灭黑发少女》
25. 《想见你》 - 全员
26. 《未来的门》 - 全员

安可曲
1. 《摇滚吧、人生就是...》 - 櫻花选拔成员16人
2. 《櫻花，大家一起來品嚐》 - 同上
3. 《戀愛的幸運餅乾》 - 全员
4. 《甜瓜汁》 - 全员

- 幕后播报：宫胁咲良

#### 夜公演
- 幕前播报：田島芽瑠（矢吹奈子、田中美久也有参加）

1. 《overture(HKT48 ver.) 》
2. 《The☆Pea～ce!》 - 甜瓜汁选拔成员
3. 《水手梦见了风暴》 - 全员
4. 《初恋蝴蝶》 - Team H
5. 《眨眼3次》 - 歌曲选拔成员
6. 《RUN RUN RUN》 - 研究生
7. 《HKT48》 - 全员
8. 《年轻男孩（日语：年下の男の子 (キャンディーズの曲)）》（原唱为糖果合唱团） - 朝長、多田、宮脇
9. 《寂寞的熱帶魚》（淋しい熱帯魚，原唱为Wink） - 松岡、森保[註⁠ 13]
10. 《青色珊瑚礁》（青い珊瑚礁，原唱为松田聖子） - 田島 + 荒巻、矢吹、田中美
11. 《17岁》（原唱为南沙織（日语：南沙織）） - 兒玉、渕上、山本茉、栗原、今田
12. 《就算我變成了歐巴桑》（私がオバさんになっても，原唱为森高千里） - 指原
13. 《再见》（原唱为小猫俱乐部） - 全员
14. 《曾不屑一顾的爱情》 - 研究生16人[註⁠ 3]
15. 《卖眼泪的少女》 - Team H
16. 《真假摇滚》 - 多田、指原 + 明太子军（村重、若田部、伊藤、今田、宇井、梅本、深川） + Team 寿喜烧（中西、植木、下野由、上野、岡田、草场）+ 肉串一家（松岡菜、駒田、坂口、後藤、冨吉) + 学生会三姐妹（穴井、冈本、渕上） + 洛丽塔联盟（宮脇、本村、岩花、田中優、山田）  + Team 费洛蒙（チームフェロモン，森保、谷、栗原、井上、神志那）  + 滑舌教（兒玉、荒巻、坂本、筒井、外薗、山内、山下）  + 背后支持队（うしろ指推され隊，朝長、田島、矢吹、田中美）  + Boss蜜柑（田中菜、秋吉）
17. 《Show fight！》 - 同上
18. 《HA!》 - 同上
19. 《你怎么了？》 - 选拔成员
20. 《2人乘坐的自行车》 - 研究生[註⁠ 8]
21. 《不能与你相拥》 - 甜瓜汁选拔成员
22. 《因为喜欢你 博多方言 ver.》 - Team H
23. 《喜欢！喜欢！小跳步！》 - 全员
24. AKB48组合歌曲串烧 - 全员
《坚强之勇者》
《北川谦二》
《大声钻石》
《赞成卡哇伊！》
《Baby! Baby! Baby!》
《女生规则》
《Virginity》
《你就是希望》[註⁠ 5]
《馬尾與髮圈》[註⁠ 6]
《啾一个！》
《绝灭黑发少女》
25. 《想见你》 - 全员

安可曲
1. 《摇滚吧、人生就是...》 - 樱花选拔成员16人
2. 《樱花、大家一起来吃》 - 同上
3. 《戀愛的幸運餅乾》 - 全员
4. 《甜瓜汁》 - 全员

- 幕后播报：指原莉乃

## 影像作品
演唱會的DVD及Blu-ray由AKS在2014年7月25日發行。这也是HKT48发行的首张演唱会影像作品，以蓝光及DVD两种形式发行的Special Box内收入了大分县夜公演、福冈县昼公演、福冈县夜公演三场演出的全场影像及后台花絮，而这三场演出亦以DVD的形式单独发行。在HKT48竞技场巡演～和可爱的孩子们继续旅行～的两场演出上提前预约购买的顾客还可参加“会場限定 原创成员徽章 大把抓！”（『会場限定 オリジナル メンバー缶バッジ』つかみどり！）活动。，但之后因超强台风浣熊的影响，定于7月11日的演出终止，活动也取消，而13日的演出与活动仍照常进行。

## 註解
1. ↑  在AKB48 东京秋祭的卡拉OK大赛上，曾有成员演唱过《LOVE MACHINE》（早安少女组。）、《○○不用努力也可以啦!!》（S/mileage）、《恋ING》（早安少女组。）、《迷你早安 剪刀石頭布》（迷你早安）、《雪/愛x你≧喜歡》（高橋愛 with MC GAKI）等歌曲
2. ↑  详细分组名单[參⁠ 10]
  - 新Team H：
    - Team H：穴井千尋（队长）、兒玉遥、指原莉乃、田中菜津美、中西智代梨、松岡菜摘、若田部遥
    - 研究生：秋吉優花、井上由莉耶、梅本泉、岡本尚子、神志那結衣、駒田京伽、坂口理子、田島芽瑠、山田麻莉奈

  - 新Team KIV：
    - Team H：植木南央、多田愛佳（队长）、熊沢世莉奈、下野由貴、宮脇咲良、村重杏奈、本村碧唯、森保圆
    - 研究生：今田美奈、岡田栞奈、後藤泉、田中優香、谷真理佳、冨吉明日香、朝長美樱、渕上舞
3. 1 2 3 4 5 6 7 8 9 10 11 12  成员为秋吉、今田、宇井、梅本泉、岡田栞、岡本、草場、後藤泉、駒田、坂口、田中優、谷、冨吉、深川、渕上、山田麻，后藤休演时则由上野代演
4. 1 2 3 4 5 6  成员为秋吉、伊藤、井上、岡田栞、岡本、神志那、駒田、田島、田中優、谷、朝長、渕上、栗原、筒井、山内祐、山下
5. 1 2 3 4 5 6 7 8 9 10 11 12  由成员森保圆用钢琴伴奏
6. 1 2 3 4 5 6 7 8 9 10 11 12  由成员森保圆弹奏开始的钢琴部分
7. 1 2 3 4 5 6 7 8  研究生为秋吉、今田、梅本泉、岡田栞、岡本、草場、神志那、後藤泉、駒田、坂口、田島、田中優、谷、冨吉、朝長、渕上、山田麻。
8. 1 2 3 4 5 6  初始成员为伊藤、今田、岩花、宇井、上野、梅本泉、草場、神志那、後藤泉、坂口、冨吉、深川、山田麻、荒巻、坂本、外薗，外薗休演时则由駒田代演
9. ↑  选拔成员名单[參⁠ 21]
  - 新Team H：秋吉優花、穴井千尋、兒玉遥、指原莉乃、田島芽瑠、中西智代梨、松岡菜摘
  - 新Team KIV：多田愛佳、宮脇咲良、村重杏奈、本村碧唯、森保圆、朝長美樱、渕上舞
  - 研究生：矢吹奈子、田中美久
10. 1 2  研究生为秋吉、今田、宇井、上野、梅本泉、草場、神志那、駒田、坂口、田島、田中優、冨吉、朝長、渕上、山田麻、田中美、矢吹。
11. ↑  详细日程[參⁠ 32]
  - 4月29日千叶幕張展覽館
  - 5月2日大阪大阪城Hall
  - 5月11日名古屋日本碍子Hall
  - 7月13日福冈海之中道海浜公園（初次单独野外演唱会）
12. ↑  详细升格名单[參⁠ 29]
  - 新Team H：宇井真白、上野遥
  - 新Team KIV：伊藤来笑、岩花詩乃
13. ↑  坂口理子和駒田京伽负责在幕后制造影子的效果[參⁠ 34]
14. ↑   註:

## 外部連結
YouTube上的“HKT48九州7县巡演～和可爱的孩子们一起旅行～”DVD预览